# Aksel V. Johannesen
Aksel Vilhelmsson Johannesen (Klaksvík, 1972. november 8. –) feröeri ügyvéd, politikus, a Javnaðarflokkurin (Feröeri Szociáldemokrata Párt) tagja és 2011 óta elnöke. 2015 és 2019 között Feröer miniszterelnöke volt. Korábban egészségügyi miniszter volt Kaj Leo Johannesen első kormányában.

## Pályafutása
2004-ben jogi végzettséget szerzett, majd 2007-től ügyvédként dolgozott. A 2008-as Løgting-választáson helyettes képviselővé választották. 2009. július 16-án vette át az egészségügyi tárcát Hans Pauli Strømtől Kaj Leo Johannesen első kormányában, miután John Johannessen visszautasította a posztot. A tárcát 2011. november 14-ig vezette.
Johannesen a KÍ Klaksvík sportegyesület elnöke is, ahol korábban aktívan futballozott.

## Magánélete
Szülei Johild és Vilhelm Johannesen. Nős, felesége Katrin D. Apol. Két gyermekük van, és Hoyvíkban élnek.

## Fordítás
- Ez a szócikk részben vagy egészben az Aksel V. Johannesen című norvég Wikipédia-szócikk ezen változatának fordításán alapul.  Az eredeti cikk szerkesztőit annak laptörténete sorolja fel. Ez a jelzés csupán a megfogalmazás eredetét és a szerzői jogokat jelzi, nem szolgál a cikkben szereplő információk forrásmegjelöléseként.